# Chiroteuthis
Genre
Chiroteuthis est un genre de calmars de la famille des Chiroteuthidae.

## Liste d'espèces
Selon World Register of Marine Species (29 nov. 2020) :
- Chiroteuthis calyx Young, 1972
- Chiroteuthis imperator Chun, 1908
- Chiroteuthis joubini Voss, 1967
- Chiroteuthis mega (Joubin, 1932)
- Chiroteuthis picteti Joubin, 1894
- Chiroteuthis spoeli Salcedo-Vargas, 1996
- Chiroteuthis veranii (Férussac, 1834)